# Smile (альбом Кэти Перри)
Smile (с англ. — «Улыбка») — шестой студийный альбом американской певицы Кэти Перри, релиз которого состоялся 28 августа 2020 года на лейбле Capitol Records.

## Предыстория
В марте 2018 года Йен Киркпатрик поделился, что работал над новой музыкой с Кэти Перри. В интервью журналу The Fader он заявил: «Мы записывались несколько дней, она чертовски крута». В июне того же года Кэти была замечена за работой со шведским продюсером Максом Мартином.
7 августа 2019 года был выпущен базз-сингл «Small Talk», а 19 октября ещё один — «Harleys in Hawaii». 5 марта 2020 года Кэти выпустила сингл «Never Worn White», который должен был стать промосинглом к альбому, но так в него и не попал.
В марте 2020 года Перри объявила о своих намерениях выпустить «много» новой музыки летом. В мае она объявила, что песня «Daisies» станет лид-синглом с нового альбома. В том же месяце Amazon Alexa стала определять дату выхода альбома 14 августа 2020 года. В интервью Billboard в июне 2020 года Перри рассказала о новой песне под названием «Teary Eyes». Позже она подтвердила в июльском интервью 2020 года, что «Never Really Over» будет на альбоме. В том же месяце было объявлено название альбома — Smile.

## Концепция и обложка альбома
Перри объяснила, что альбом посвящен «поиску света в конце туннеля» и возвращению улыбки. В 2017 году Кэти переживала кризис в карьере из-за не слишком удачной эры, а также расставание с Орландо Блумом, что сказалось на ней, она боролась с депрессией и суицидальными мыслями, по её словам именно благодарность спасла ей жизнь, а вера и надежда помогли ей встать на ноги и найти причину, чтобы жить дальше. Перри также определила альбом как её «путешествие к свету, с историями о стойкости, надежде и любви».
На обложке альбома Кэти предстала в образе «грустного клоуна», с красным носом и в клетчатом костюме.

## Отзывы критиков
| Совокупная оценка         | Совокупная оценка |
| Источник                  | Оценка            |
| ------------------------- | ----------------- |
| AnyDecentMusic?           | 5.3/10            |
| Metacritic                | 58/100            |
| Оценки критиков           |                   |
| Источник                  | Оценка            |
| AllMusic                  | [ 20 ]            |
| The A.V. Club             | B–                |
| Clash                     | 2/10              |
| The Daily Telegraph       | [ 23 ]            |
| Entertainment Weekly      | B–                |
| The Independent           | [ 25 ]            |
| The Irish Times           | [ 26 ]            |
| NME                       | [ 27 ]            |
| Pitchfork                 | 5.7/10            |
| The Sydney Morning Herald | [ 29 ]            |

Альбом получил смешанные и сдержанные отзывы. Издание Pitchfork поставило альбому 5,7/10, критик Dani Blum вынес в заголовок статьи следующее: «Пузырчатый, клишированный поп-альбом Кэти Перри звучит особенно непригодно в условиях пандемии. Но, несмотря на все её банальности, она остается мастером в исполнении известных формул». Kate Solomon из The Telegraph поставила альбому 3/5 выделила треки «Never Really Over» и «Cry About It Later», отметив при этом, что сам альбом не отличается глубиной. Положительную рецензию лонгплей получил от издания Entertainment Weekly, тем не менее критик отметил, что альбом «слишком знакомый». Lindsay Zoladz из The New York Times также дала смешанную оценку альбому, по её словам, несмотря на погоню за эстетикой радиохитов, многие песни оказались попросту неубедительными, однако критик заметила, что интересен тот факт, как Перри возвращается к самым ранним дням своей карьеры.

## Список композиций
| №                   | Название                   | Автор(ы) | Длительность |
| ------------------- | -------------------------- | --- | ------------ |
| 1.                  | «Never Really Over»        | Кэти Перри, Дагни Сандвик, Мишель Базз, Джейсон Джилл, Джино Барлетта, Хейли Уорнер, Антон Заславский, Лиа Хейвуд, Дэниел Джеймс | 3:43         |
| 2.                  | «Cry About It Later»       | Кэти Перри, Александра Ятченко, Йоннали Пармениус, Оскар Холтер                                                                  | 3:09         |
| 3.                  | «Teary Eyes»               | Кэти Перри, Майкл Поллак, Мэдисон Лав, Джейкоб Кашер Хиндлин, Эндрю Голстейн                                                     | 3:02         |
| 4.                  | «Daisies»                  | Кэти Перри, Джон Беллион, Майкл Поллак, Джейкоб Кашер Хиндлин, Джордан Кю Джонсон, Стефан Джонсон                                | 2:54         |
| 5.                  | «Resilient»                | Кэти Перри, Феррас Алкаизи, Миккель С. Эриксен, Тор Эрик Хермансен                                                               | 3:07         |
| 6.                  | «Not The End Of The World» | Кэти Перри, Майкл Поллак, Мэдисон Лав, Джейкоб Кашер Хиндлин, Эндрю Голстейн                                                     | 2:58         |
| 7.                  | «Smile»                    | Кэти Перри, Джош Абраам, Энтони Крисс, Бенни Голсон, Бриттани Хаззард, Феррас Алкаизи, Кьер Гист, Оливер Голдстейн, Винсен Браун | 2:46         |
| 8.                  | «Champagne Problems»       | Кэти Перри, Джейкоб Кэшер Хиндлин, Джон Райан, Йохан Харлссон, Йен Киркпатрик                                                    | 3:16         |
| 9.                  | «Tucked»                   | Кэти Перри, Феррас Алкаизи, Джейкоб Кашер Хиндлин, Джон Райан, Йохан Харлссон                                                    | 3:07         |
| 10.                 | «Harleys in Hawaii»        | Кэти Перри, Чарли Пут, Юхан Карлссон, Джейкоб Кашер Хиндлин                                                                      | 3:05         |
| 11.                 | «Only Love»                | Кэти Перри, Софи Кук, Эндрю Джексон                                                                                              | 3:18         |
| 12.                 | «What Makes A Woman»       | Кэти Перри, Сара Хадсон, Джейкоб Кашер Хиндлин, Джон Райан, Джоан Карлссон                                                       | 2:11         |
| Общая длительность: | Общая длительность:        | Общая длительность: | 36:36        |

| №                   | Название                           | Автор(ы)                                                 | Длительность |
| ------------------- | ---------------------------------- | -------------------------------------------------------- | ------------ |
| 13.                 | «Message from Katy» (Аудиозаметка) |                                                          | 3:31         |
| 14.                 | «High on Your Supply»              | Кэти Перри, Илья Салманзаде, Ферас Алкаизи, Саван Котеча | 4:00         |
| Общая длительность: | Общая длительность:                | Общая длительность:                                      | 44:07        |

| №                   | Название                            | Автор(ы)                                                                                          | Длительность |
| ------------------- | ----------------------------------- | ------------------------------------------------------------------------------------------------- | ------------ |
| 13.                 | «Small Talk»                        | Кэти Перри, Чарли Пут, Юхан Карлссон, Джейкоб Кашер Хиндлин                                       | 2:41         |
| 14.                 | «Never Worn White»                  | Кэти Перри, Юхан Карлссон, Джейкоб Кашер Хиндлин, Джон Райан                                      | 3:45         |
| 15.                 | «Daisies» (Акустика)                | Кэти Перри, Джон Беллион, Майкл Поллак, Джейкоб Кашер Хиндлин, Джордан Кю Джонсон, Стефан Джонсон | 3:05         |
| 16.                 | «Daisies» (Ремикс Оливера Хелденса) | Кэти Перри, Джон Беллион, Майкл Поллак, Джейкоб Кашер Хиндлин, Джордан Кю Джонсон, Стефан Джонсон | 3:35         |
| Общая длительность: | Общая длительность:                 | Общая длительность:                                                                               | 49:42        |

| №                   | Название                            | Автор(ы)                                                                                          | Длительность |
| ------------------- | ----------------------------------- | ------------------------------------------------------------------------------------------------- | ------------ |
| 13.                 | «Message from Katy» (Аудиозаметка)  |                                                                                                   | 3:31         |
| 14.                 | «High on Your Supply»               | Кэти Перри, Илья Салманзаде, Ферас Алкаизи, Саван Котеча                                          | 4:00         |
| 15.                 | «Small Talk»                        | Кэти Перри, Чарли Пут, Юхан Карлссон, Джейкоб Кашер Хиндлин                                       | 2:41         |
| 16.                 | «Never Worn White»                  | Кэти Перри, Юхан Карлссон, Джейкоб Кашер Хиндлин, Джон Райан                                      | 3:45         |
| 17.                 | «Daisies» (Акустика)                | Кэти Перри, Джон Беллион, Майкл Поллак, Джейкоб Кашер Хиндлин, Джордан Кю Джонсон, Стефан Джонсон | 3:05         |
| 18.                 | «Daisies» (Ремикс Оливера Хелденса) | Кэти Перри, Джон Беллион, Майкл Поллак, Джейкоб Кашер Хиндлин, Джордан Кю Джонсон, Стефан Джонсон | 3:35         |
| Общая длительность: | Общая длительность:                 | Общая длительность:                                                                               | 57:22        |

Сэмплы
- «Never Really Over» содержит сэмпл из песни «Love You Like That» певицы Дагни (2017).
- «Smile» содержит сэмпл из песни «Jamboree» американского хип-хоп трио Naughty by Nature (1999).
- «Not the End of the World» содержит сэмпл из песни «Na Na Hey Hey Kiss Him Goodbye», написанной Полом Лека, Гэри ДеКарло и Дейлом Фрашуэром.

Примечания
- Версия альбома на виниловых носителях включает в себя альтернативную версию песни «Smile», записанную при участии рэпера Diddy.

## Чарты
| Чарт (2020)                         | Высшая позиция |
| ----------------------------------- | -------------- |
| Аргентина (CAPIF)                   | 6              |
| Австралия (ARIA)                    | 2              |
| Австрия (Ö3 Austria)                | 8              |
| Бельгия/Фландрия (Ultratop)         | 7              |
| Бельгия/Валлония (Ultratop)         | 5              |
| Канада (Canadian Albums Chart)      | 5              |
| Чехия (ČNS IFPI)                    | 35             |
| Нидерланды (Album Top 100)          | 13             |
| Финляндия (Suomen virallinen lista) | 18             |
| Франция (SNEP)                      | 17             |
| Германия (Offizielle Top 100)       | 14             |
| Венгрия (MAHASZ)                    | 23             |
| Ирландия (Irish Albums Chart)       | 9              |
| Италия (Classifica album)           | 10             |
| Япония (Billboard Japan)            | 32             |
| Япония (Oricon)                     | 39             |
| Новая Зеландия (RMNZ)               | 4              |
| Норвегия (VG-lista)                 | 3              |
| Польша (ZPAV)                       | 24             |
| Португалия (AFP)                    | 3              |
| Шотландия (Scottish Albums Chart)   | 3              |
| Испания (PROMUSICAE)                | 5              |
| Швеция (Sverigetopplistan)          | 58             |
| Швейцария (Schweizer Hitparade)     | 8              |
| Швейцария/Романдия (GfK)            | 5              |
| Великобритания (UK Albums Chart)    | 5              |
| Уругвай (CUD)                       | 10             |
| США (Billboard 200)                 | 5              |

## Сертификации и продажи
| Регион | Сертификация | Продажи |
| --- | ------------ | ------- |
| Норвегия (IFPI Norway) | Золотой      | 10 000* |
| * Данные о продажах приведены только на основе сертификации. · ^ Данные о тиражах приведены только на основе сертификации. · Данные о продажах + прослушиваниях приведены только на основе сертификации. |              |         |

## История релиза
| Регион | Дата            | Формат                          | Версия            | Лейбл                 | Прим.         |
| ------ | --------------- | ------------------------------- | ----------------- | --------------------- | ------------- |
| Мир    | 28 августа 2020 | CD, Цифровая загрузка, стриминг | Оригинал          | Capitol Records       | [ 10 ] [ 11 ] |
| Мир    | 28 августа 2020 | CD                              | Фанатское издание | Capitol Records       | [ 64 ]        |
| Япония | 28 августа 2020 | CD                              | Японское издание  | Universal Music Japan | [ 65 ] [ 66 ] |
| США    | 28 августа 2020 | CD, Винил                       | Target-издание    | Capitol Records       | [ 67 ] [ 68 ] |